# Marija Naumova
Marija Naumova (artistnamn Marie N) är en lettisk artist och låtskrivare född 23 juni 1973. Hon är internationellt sett mest känd för den oväntade segern i Eurovision Song Contest 2002 i Tallinn, Estland med låten I Wanna som hon skrev med en kollega. Bidraget tävlade för Lettland och vann med 176 poäng.
Ett år senare var hon programledare för Eurovision Song Contest i Riga.
På senare tid har hon varit med i olika musikaluppsättningar hemma i Lettland. Bland annat spelade hon huvudrollen som Maria i den lettiska uppsättningen av Sound of Music 2004.